# Jedermann (Rockoper)
Jedermann ist eine Rockoper des Komponisten Wolfgang Böhmer und des Autors Peter Lund. Das Libretto orientiert sich am Original von Hugo von Hofmannsthal. Uraufgeführt wurde die Rockoper durch das Theater Erfurt am 10. Juli 2014 im Rahmen der DomStufen-Festspiele in Erfurt.

## Handlung
Der Tod hat entschieden. Jedermann soll sterben.
Jedermann ist reich, unverschämt reich. Einen säumigen Schuldner überlässt er dennoch gedankenlos seinem Schicksal und schenkt seiner Liebsten stattdessen ein silbernes Paradies. Denn Jedermann fürchtet alles Vergängliche und will ewig leben. Selbst seine Mutter mahnt ihn vergeblich, einen Erben zu zeugen. Wegen einer Lappalie entlässt Jedermann seinen alten Gärtner.
Der Teufel erscheint und verspottet den alten Mann: Kein Mensch erkennt in ihm den lieben Gott. Aber auch der Teufel macht sich Sorgen über seine berufliche Zukunft. Den Menschen fehlt der rechte Glaube. Der Tod beruhigt die Allegorien; das Sterben wird Jedermann zurück zum Glauben bringen.
Auf einem Fest im Haus der Liebsten kündigt der Tod Jedermanns nahes Ende an und gewährt auf dessen Flehen nur kurzen Aufschub. Doch das Sterben hat Jedermann nicht gelernt. Verzweifelt sucht er einen Gefährten für seine letzte Reise und sieht sich plötzlich ganz allein dastehen. Personal und Familie verteilen schon vorausschauend das Erbe, und auch seine Reichtümer in Person des Mammon verweigern ihm seinen Dienst.
Die Liebste versucht vergeblich, Jedermann davon zu überzeugen, seinen Frieden mit seinem Schicksal zu machen. In seiner Wut wendet sich Jedermann auch von ihr ab und verstößt sie. Ganz allein muss Jedermann erkennen, dass er niemandem auf der Welt fehlen wird. Da erscheint „Werke“. Die eine gute Tat, die Jedermann in seinem Leben beging, wird ihn auf seiner letzten Reise begleiten. Wohin diese geht? Das weiß nur der Tod. Und der verrät es nicht an – Jedermann.

## Gestaltung
Die Rockoper Jedermann steht musikalisch zwischen der Oper und dem Musical. Zudem gibt es Elemente des Oratoriums und der musikalischen Komödie. Der Stil kombiniert harte Rockmusik mit dem sinfonischen Orchesterklang der modernen Oper.

### Instrumentation
Die Orchesterbesetzung der Oper enthält die folgenden Instrumente:
- Holzbläser: Flöte (Piccoloflöte), Oboe, Klarinette (Bassklarinette), Fagott (Kontrafagott)
- Blechbläser: Horn, Trompete, Posaune, Tuba
- Schlagzeug
- Keyboard
- Harfe
- Streicher: Violine 1, Violine 2, Bratsche, Violoncello
- Rockband: Gitarre, E-Bass, Schlagzeug, Keyboard, Percussion (Ölfässer, Schrott, Kanister etc.)

## Werkgeschichte
Die Rockoper Jedermann ist ein Auftragswerk des Theaters Erfurt. Der Text von Peter Lund basiert auf dem Theaterstück Jedermann von Hugo von Hofmannsthal. Die Musik komponierte Wolfgang Böhmer.
Die Uraufführung fand am 10. Juli 2014 auf den Domstufen am Domberg in Erfurt im Rahmen der DomStufen-Festspiele statt. Das Philharmonische Orchester Erfurt, Opernchor und Statisterie des Theaters Erfurt standen unter der musikalischen Leitung von Jürgen Grimm. Außerdem wirdte die Band Lidenbrock mit. Die Inszenierung stammte von Peter Lund, das Bühnenbild von Hank Irwin Kittel, die Kostüme von Ulrike Reinhard und die Choreografie von Cedric Lee Bradley. Es sangen Andreas Lichtenberger (Jedermann), Brigitte Oelke (Der Tod), Nadja Mchantaf (Die Liebste), Katja Bildt (Die Mutter), Robert Wörle (Gott/Gärtner), Jörg Rathmann (Der gute Gesell), Marysol Ximénez-Carrillo (Schuldners Frau/Werke), Máté Sólyom-Nagy (Der Schuldner/Mammon), Martin Schäffner (Teufel), Stefan Voigt (Der Vogt), Keren Trüger (Die Köchin), Matthias Knaab (Der Knecht), Maciej Salamon (Der dicke Vetter), Andres Esteban (Der dünne Vetter), Teresa Scherhag (Die Base), Venera Jakupov (Fräulein) sowie Tim Ludwig und Tina Schöltzke (Swing).
Für das Musikfestival Oper Oder-Spree erstellte der Komponist eine Neufassung als kammermusikalische Volksoper. Sie wurde erstmals am 19. Juli 2018 in einer Inszenierung von Rainer Holzapfel im Kreuzhof des Klosters Neuzelle aufgeführt.